# Zofia Michalska
Zofia Michalska (ur. 17 kwietnia 1927 w Toruniu, zm. 9 czerwca 2007 w Wołominie) – polska geolożka i geografka, specjalistka w zakresie geomorfologii.

## Życiorys
Córka Cecylii z domu Erhardt (1896–1982) i pułkownika Stefana Michalskiego (1892–1939) poległego w kampanii wrześniowej.
W 1945 ukończyła Państwowe Gimnazjum i Liceum w Radości, w tym samym roku podjęła studia na Wydziale Architektury Politechniki Warszawskiej, które przerwała po roku ze względów finansowych. W 1947 podjęła ponownie studia na Wydziale Matematyczno-Przyrodniczym Uniwersytetu Warszawskiego, po reorganizacji znanym jako Wydział Biologii i Nauk o Ziemi. Ukończyła je w 1951 uzyskując magisterium w zakresie geografii fizycznej. W 1960 otrzymała stopień doktora nauk przyrodniczych na podstawie pracy napisanej pod kierunkiem Stefana Zbigniewa Różyckiego a w 1970 stopień doktor habilitowanej nauk geograficznych w zakresie geomorfologii.
Od 1945 pracowała w Głównym Urzędzie Pomiarów Kraju a następnie Państwowym Zakładzie Wydawnictw Szkolnych jako kreślarka. W 1950 zatrudniona jako asystentka w Zakładzie Geografii Fizycznej znajdującym się obecnie w strukturach Wydziału Geografii i Studiów Regionalnych Uniwersytetu Warszawskiego. Od 1955 do 1982 pracowniczka naukowa w PAN. Początkowo jako asystentka, adiunktka a następnie docentka.
Była członkinią a także sekretarz naukową Komitetu Badań Czwartorzędu PAN, a także członkinią rady naukowej Zakładu Nauk Geologicznych PAN. W 1958 jako pierwsza Polka brała udział w polskiej wyprawie na Spitsbergen.

## Wybrane publikacje
- Stratygrafia plejstocenu i paleomorfologia północno-wschodniego Mazowsza, Warszawa: Wydawnictwa Geologiczne, 1961. Studia Geologica Polonica; vol. 7, Plejstocen Polski Środkowej; cz.1.
- Problems of the origin of eskers (based on the examples from Central Poland). Geographia Polonica, 1969, vol.16, s. 105–119.
- Zagadnienia genezy ozów na tle wybranych przykładów z obszaru Polski Środkowej, Warszawa: Wydawnictwa Geologiczne, 1971. Plejstocen Polski cz.7, Studia Geologica Polonica; vol. 36